# イル・ポスティーノ
『イル・ポスティーノ』（Il Postino, The Postman）は、1994年のイタリアのドラマ映画。
1950年代の一時期、祖国チリを追われた実在の詩人パブロ・ネルーダが、ナポリ湾のカプリ島に身を寄せた史実にもとづき、架空の漁村を舞台に物語は展開する。 
映画内で居酒屋兼食堂だった場所は、カプリ島と同じくナポリ湾に浮かぶプローチダ島である。現在（2012年）は、レストラン兼カフェとして営業し、また店内には映画に関連するものが展示してある。

## ストーリー
イタリアの小さな島に住む内気な青年マリオは、父親から一緒に漁師をしようと言われるが断り続け、文字が読めることから郵便配達の仕事に就く。
届け先はただ1つ、チリから亡命してきた詩人パブロ・ネルーダの家だけであった。やがてパブロと交流することで、文学や芸術に目覚める。2人はしばしば浜辺で会話し、友情を深めてきたが、ついにパブロの逮捕状が解消され、島を去る日がやってきた。
マリオはパブロの協力もあって島のパブで出会ったベアトリーチェと結婚し、やがて共産主義活動に傾倒してゆく。数年後、パブロが島に訪れたとき、マリオの姿はなかった。共産活動のデモで命を落としていたのだった。パブロは2人の思い出の海岸に足を運び、マリオとの日々を想い、そっと涙を流した。

## キャスト
※括弧内は日本語吹替
- マリオ・ルオッポロ - マッシモ・トロイージ（佐古正人）
- パブロ・ネルーダ - フィリップ・ノワレ（久米明）
- ベアトリーチェ・ルッソ - マリア・グラツィア・クチノッタ（唐沢潤）
- ローザ - リンダ・モレッティ（斉藤昌）
- マチルデ - アンナ・ボナイウート（一柳みる）
- ディ・コジモ - マリアーノ・リギッロ（小山武宏）
- ジョルジョ - レナート・スカルパ（坂口芳貞）

## 受賞
- 英国アカデミー賞外国語映画賞
- 日本アカデミー外国作品賞

## 備考
- 主演のマッシモ・トロイージは撮影時に心臓病に冒されており、すぐに手術しなければ危険な状態だった。彼はロケの最中に倒れ、「今度は僕の最高のものをあげるからね」とスタッフに言い残し、映画撮影終了の12時間後に亡くなっている。